# Ла-Палома (Роча)
Ла-Палома (исп. La Paloma) — курортный и портовый город на юго-востоке Уругвая, на территории департамента Роча.

## География
Город находится в южной части департамента, на побережье Атлантического океана, на мысе Санта-Мария.
Ла-Палома расположена на расстоянии приблизительно 23 километров к юго-востоку от Рочи, административного центра департамента и на расстоянии 180 километров к востоку от Монтевидео, столицы страны. Ближайший гражданский аэропорт расположен в городе Роча.

## История
Ла-Палома была основана 1 сентября 1874 года. Получила статус курортного посёлка (Pueblo el balneario) 8 ноября 1939 года. Получила статус города (Ciudad) 18 октября 1982 года.

## Население
| Год  | Численность | Численность |
| ---- | ----------- | ----------- |
| 1963 | 818         | [ 6 ]       |
| 1975 | 1389        | [ 6 ]       |
| 1985 | 2235        | [ 6 ]       |
| 1996 | 3084        | [ 6 ]       |
| 2004 | 3202        | [ 6 ]       |
| 2011 | 3495        | [ 2 ]       |